# Neptune Pine

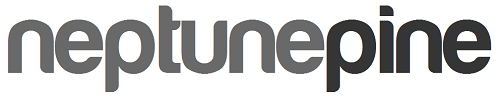
Logo produktu

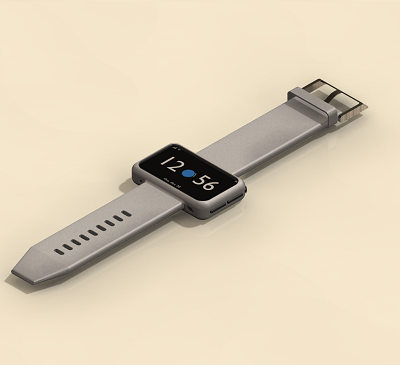
Neptune Pine

Neptune Pine je projekt „chytrých hodinek“ v podobě malého tabletu připnutelného na zápěstí, který je schopný přijímat mobilní hovory. Neptune Pine vyvíjí více než rok firma Neptune Computer Inc. sídlící v kanadském Montrealu. Zařízení běží pod operačním systémem Android a mají konkurovat vynořujícímu se trhu chytrých hodinek. 18. listopadu 2013 přišel projekt Neptune Pine na Kickstarter s cílem vybrat 100 tisíc dolarů — 22. prosince byla částka vybrána, během ledna 2014 se však celková částka dále navyšovala až přesáhla 800 tisíc dolarů, což Neptune Inc. umožnilo dosahování dodatečných úkolů, které si pro tento stav vytyčila.

## Technická specifikace
Technická specifikace se v průběhu roku 2013 změnila, aktuální je tato:
- procesor: Qualcomm Snapdragon S4 (2 jádra na 1,2 GHz) ARM Cortex-A5
- 2,4" TFT kapacitní dotykový displej
- rozlišení QVGA (320 × 240, 167 ppi)
- mobilní sítě:
  - 2G: GSM/GPRS/EDGE 850, 900, 1800, 1900 MHz
  - 3G: UMTS/HSPA+/WCDMA 850, 1700, 1900, 2100 MHz
- paměť
  - interní: 512 MiB
  - 16 nebo 32 GiB mass storage
  - slot pro kartu micro-SDHC
- Android Jelly Bean 4.1.2
- podpora 48 jazyků
- bezdrátové technologie
  - Wi-Fi 802.11 b/g/n
  - přijímač GPS, včetně asistovaného GPS
  - Bluetooth 4.0
  - NFC (pouze 8 GiB)
- slot pro micro-SIM
- senzory
  - akcelerometr,
  - tříosý gyroskop,
  - digitální kompas
- reproduktor & mikrofon
- 3,5mm jack pro sluchátka
- upozornění vibrační nebo zvukové
- kamery
  - přední – VGA (640×480)
  - zadní – fotky: 5 megapixelů, video: 720p
  - přisvícení světelnou (LED) diodou (u obou kamer)
- zabudovaný Li-Pol akumulátor, 810 mAh
- výdrž:
  - hovory: až 8 hodin (2G), 6 hodin (3G)
  - multimedia: až 10 hodin (MP3), 5 hodin (video)
  - používání internetu: až 7 hodin (Wi-Fi)
  - pohotovostně: až 120 hodin
- odolnost podle normy IP67 (aktuálně se testuje voděodolnost/vodotěsnost)
- rozměry 66 × 53,5 × 14,2 mm
- hmotnost
  - 35,4 g – pásek na zápěstí
  - 60,8 g – odnímatelné zařízení

Zdroj: , 